# Cophyla maharipeo
Cophyla maharipeo es una especie de anfibio anuro de la familia Microhylidae.

## Distribución geográfica
Esta especie es endémica de la región de Diana en Madagascar.

## Publicación original
- Rakotoarison, Crottini, Müller, Rödel, Glaw & Vences, 2015 : Revision and phylogeny of narrow-mouthed treefrogs (Cophyla) from northern Madagascar: integration of molecular, osteological, and bioacoustic data reveals three new species. Zootaxa, n.º 3937, p. 61–89.[4]